# チャルーン・オートンとオラワーン・オートン
チャルーン・オートン (ムー) と オラワーン・オートン (ワーン; 旧姓 ホーワッタナスック) は、タイ人初めて自転車による世界一周を達成した、サイクリスト夫婦である。
2001年7月23日、バンコク都内のマクドナルドにて結婚式を挙げる。2001年11月30日からバンコクから自転車旅行に出発し、距離にして約40,000km、二人の旅行はサイクリスト・グループ内で知られていた。ワーンとムー の旅行は成功裏に終わった。
チャルーンは1971年11月3日にナコーンシータマラート県で生まれた。一方、オラワーンは1970年9月20日 にスコータイ県で生まれた。
当初のスケジュールでは、二人は旅行に3年の歳月をかける予定であった。しかし、さまざまなできごとが起こり、実際の旅行は遅れていった。というのも、南アメリカ   の途中で強盗に遭ったり、また道中、チャルーンの母やオラワーンの母が亡くなった時に旅を中断しなければならなかったからである。  旅行に出て5年余り経過して、二人は世界を一周を成し遂げ、2007年10月27日にタイのサケーウ県アランヤプラテートに面する、カンボジアのポイペット検問所を通過し、タイに戻ってきた。 世界一周に5年11ヶ月1日を要した。 
二人の旅行の軌跡はバンコクから始まり、タイ南部を通り、マレーシア、インドネシア、空路でオーストラリア、ニュージーランド、空路でチリ、南アメリカでは海岸を通って近道し、中央アメリカを通ってアメリカ合衆国に進んだ。ロサンゼルスからワシントンD.C.まで自転車で横断し、空路モロッコ（アフリカ）に行き、ヨーロッパ、ロシア、中央アジア、中国、ベトナム、ラオス、カンボジアを駆け巡った。タイに戻ってくるまでに全部で42ヶ国に轍を残した。 
この自転車旅行を始める前、ムーはアシスタント・エンジニアとして働いていた。自然との触れ合いが好きで、ジャングル歩きをしていた。また、マウンテンバイクや写真が好きで、旅行ライターになることが夢であった。
一方、ワーンは、貿易会社のマネージャーとして働いていた。そして、ムーと世界旅行をする夢を持っていた。そこで、まずジャングルを旅行することにした。その森の中で、ムーと出会った。
ワーンに対するムーの第一印象は、ワーンの性格上アウトドアは向いていないと思うほどよいものではなかった。しかし、ナコーンサワン県内のジャングル旅行を終えると、ムーもワーンも似たような特性、すなわち貪欲な旅行者という特性を持つことに気付いた。次の旅行では、ジャングル旅行からマウンテンバイク旅行に方向性をシフトしていった。これが冒険旅行の始まりであることはまだ気づかずにいた。